# Phrynarachne ceylonica
Phrynarachne ceylonica es una especie de araña cangrejo del género Phrynarachne, familia Thomisidae. Fue descrita científicamente por Octavius Pickard-Cambridge en 1884.

## Distribución
Esta especie se encuentra en Asia: India, desde Sri Lanka a China, Taiwán y Japón.

## Tratamiento taxonómico
La especie aparece registrada y publicada en On two new genera of spiders. Proceedings of the Zoological Society of London 52(2): 196–205, pl. 40.